# Union Township (comté de Putnam, Missouri)
Union Township est un ancien township, situé dans le comté de Putnam, dans le Missouri, aux États-Unis,.